# Prudencio Norales
Prudencio Norales Martínez (20 de abril de 1956) é um ex-futebolista profissional hondurenho, que atuava como meia.

## Carreira
Prudencio Norales fez parte do elenco da histórica Seleção Hondurenha de Futebol da Copa do Mundo de 1982. 